# Manuel Farràs i Baró
Pour les articles homonymes, voir Baró.
Manuel Farràs i Baró, né le 24 janvier 1899 à Tremp et mort le 8 juillet 1974 à Mexico, est un sportif et homme politique catalan, considéré comme le dernier maire républicain de la ville de Sabadell.

## Biographie
En tant que cycliste, Manuel Farràs i Baró participe dans sa jeunesse aux compétitions européennes de l'époque, comme le Tour de Catalogne (Volta Ciclista a Catalunya), tant en Catalogne qu'en France, sous les couleurs de la firme italienne Bianchi. 
Lorsque la guerre d'Espagne éclate, en tant qu'homme politique républicain, sociaiste et catalaniste, membre du gouvernement de guerre de la mairie de Sabadell (1936-1939), du comité antifasciste et du comité de défense de la Ville, il est également conseiller de Santé et d'Assistance sociale aux Réfugiés et exilés de la guerre d'Espagne dans sa comarque. 
Il est historiquement considéré comme le dernier maire de Sabadell, dernier représentant officiel de la Seconde République espagnole dans la ville.
Durant la guerre d'Espagne, lors de la chute de la ville de Sabadell par la force par les nationalistes en janvier 1939, il doit s'exiler au Mexique.